# Vargem Grande do Sul
Vargem Grande do Sul est une municipalité brésilienne de la microrégion de São João da Boa Vista.